# Cephalorhynchus heavisidii
Cephalorhynchus heavisidii — вид ссавців родини дельфінових. Це найменший дельфін, довжиною 1,2 метра і вагою 40 кілограмів.

## Поширення
Країни поширення: Ангола, Намібія, ПАР.